# Балтийский альманах
«Балти́йский альмана́х» — журнал под редакцией Евгения Шкляра.
Первых два номера вышли в Берлине (декабрь 1923 года, январь 1924 года).
Четвёртый под названием «Балтийский альманах Аргус» летом 1924 года в Риге.

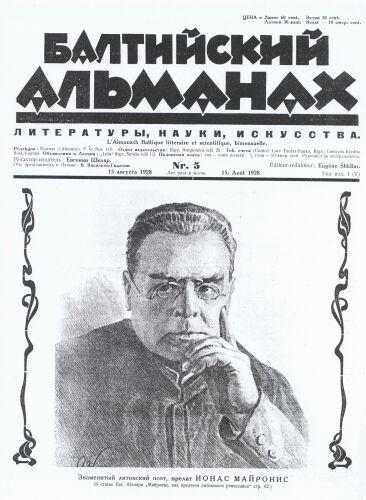
1928. № 5 (Майронис)

Возобновлён в мае 1928 года в Каунасе. В 1930-х годах выходил с большими перерывами, от случая к случаю.
Первоначальная цель — содействие культурному сближению балтийских стран.
Публиковались произведения Людаса Гиры, Майрониса, Пятраса Лауринайтиса, Пятраса Вайчюнаса, переводы поэзии и прозы белорусской, латышской, литовской, финской, эстонской, разнообразные материалы о литературной и культурной жизни Латвии, Литвы, Эстонии.

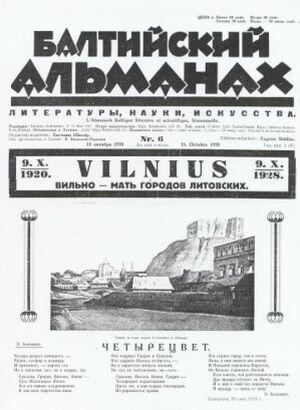
1928. № 6 (к 10-летию захвата Вильнюса Польшей)

Кроме того, «Балтийский альманах» помещал тексты современных русских авторов, — как зарубежных (Андрей Белый, Константин Бальмонт, Иван Коноплин, Глеб Струве, Владислав Ходасевич и другие), так и живших в советской России (Эрих Голлербах, Георгий Дешкин, Иван Рукавишников и другие), статьи известных критиков Ю. И. Айхенвальда и П. М. Пильского.
В № 8 (23 ноября 1928 г.) в «Балтийском альманахе» опубликован перевод «Национальной песни» Винцаса Кудирки.